# Olivier Bouygues
Olivier Bouygues (* 14. September 1950 in Suresnes) ist ein französischer Unternehmer.

## Leben
Bouygues besuchte die École nationale supérieure du pétrole et des moteurs. Bouygues leitet nach dem Tod seines Vaters Francis Bouygues gemeinsam mit seinem Bruder Martin Bouygues den französischen Baukonzern Bouygues. Zum Baukonzern gehört unter anderem der französische Fernsehsender TF1.